# Kwakiutl

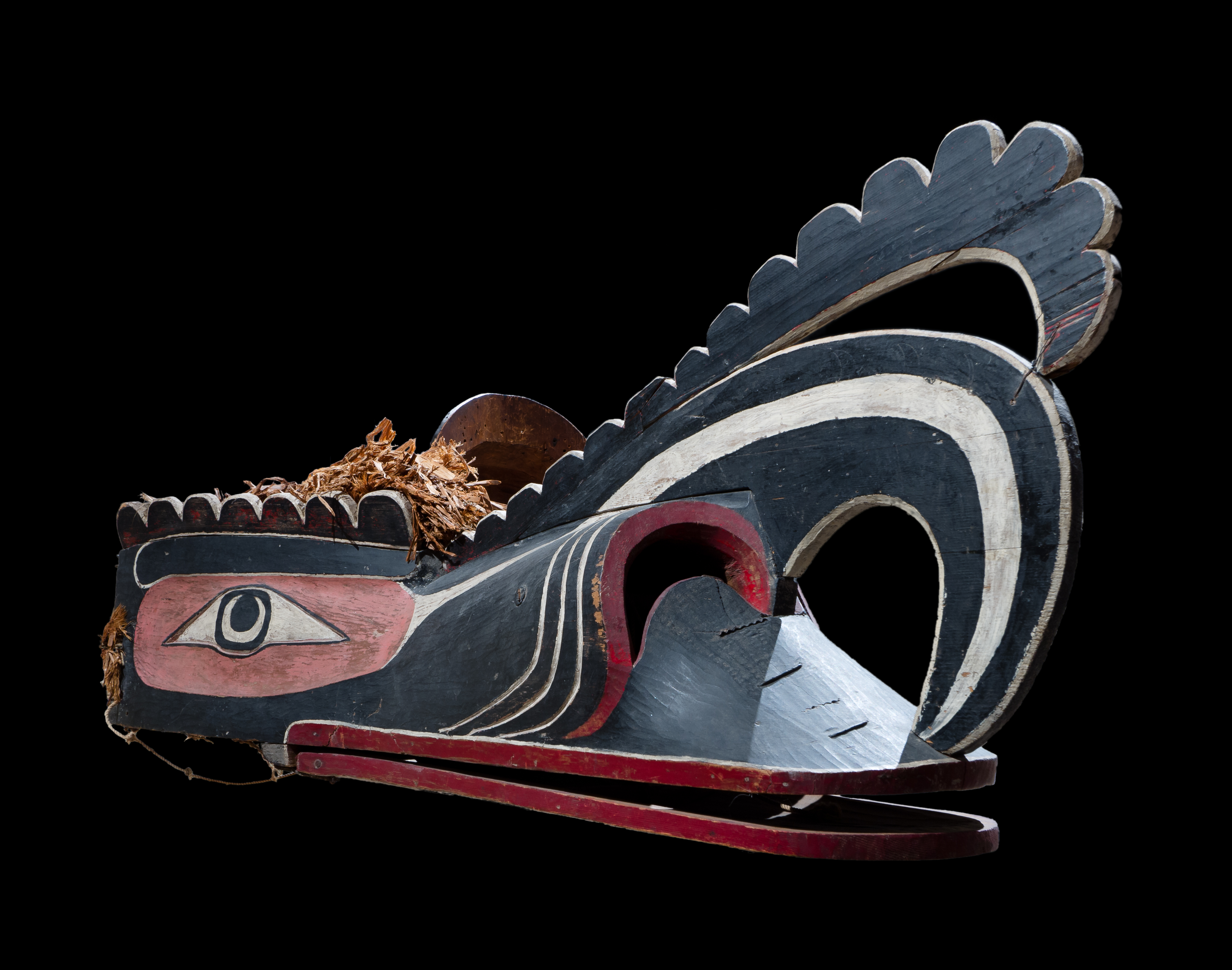
màscara Kwakiutl

Els kwakiutl són un conjunt de tribus índies que parlen llengües wakash. El seu nom vol dir "platja al costat nord del riu". Es dividia en tres grups: haisla o kitimat, hailtzuk o Oowekyala (que comprèn els subgrups bellabella, xachais i wikeno) i kwakiutl.
Els Kwatiutl pròpiament dits es divideixen en quinze viles: Klaskino, Quatsino, Koskimo, Nuwitti, Qwashela, Nakwakto, Mamalillikulla, Kwilwisotenok, Tlawitis, Nimkish, Tanakteuk, Tsawataineuk, Kwawwawainck, Lekwiltok i Kwakiutl, aquests darrers a Fort Rupert.

## Localització
Vivien entre les illes Vancouver i Queen Charlotte, dividits així:
- Xa·islá o Haisla, ocupaven el territori entre els canals Gardner i Douglas.
- Hèi·’ltsuq o Hailtzuk, entre el canal Gardner i el riu Inlet.
- Kwakiutl, entre el riu Inlet i el cap Mudge, al Nord de Vancouver.

Antigament es dividien en 30 tribus, però ara hi ha 15 reserves governades per consells independents 

## Demografia
Es creu que vers el 1700 eren uns 15.000 individus, però foren reduïts per l'alcohol i les malalties primer a 6-7.000 el 1835, a 2.300 el 1885 i a 1.039 el 1920. D'ací augmentaren a 1.482 el 1940 i a 2.500 el 1960, dels quals el 75% tenien menys de 32 anys. El 1980 hi havia 1.000 haisla (dels quals 250 parlaven la llengua nadiua), 1.200 hailtzuk (dels quals la parlaven 450) i 3.500 kwakiutl (dels quals la parlaven un miler), en total 5.700 individus. El 1990 eren 4.000 kwakiutl i 2.500 haisla.
Segons dades del cens canadenc del 2000, era dividit en dos Councils:
- Kwakiutl District Council, que comprèn les reserves de Cape Mudge (857 h), Campbell River (606 h), Gwa'Sala-Nakwaxda'xw (724 h), Mamalillikulla (369 h), Port Hardy (644 h), Quatsino (371 h), Kwiakah (20 h), Da'naxda'xw (171 h), Tlatlasikwala (45 h), Ditidaht (629 h), Tanakteuk (153 h), Coquitlam (64 h) i Kwa wa aineuk (24 h). En total, 4.677 individus.
- Musgamagw Tsawataineuk Tribal Council, que comprèn les de Kwicksutaineuk (258 h), Namgis (1.538 h) i Tsawataineuk (487 h). En total, 2.283 individus.

En total, 6.960 individus.

## Costums
Són pescadors i talladors de fusta, constructors de cabanes, barques amb la proa abillada i pals totèmics per als avantpassats, propis de la cultura dels indis de la costa Nord-oest. Relacionats culturalment amb els nootka, sembla que també aplanaven el cap als infants.
Llur societat era molt organitzada, estratificada per rangles i amb personalitat agressiva. Cada tribu o llogarret tenia un rang en relació amb les altres tribus, cada subdivisió tribal la tenia amb les altres subdivisions, i cada divisió individual amb les altres divisions individuals. Les numayms eren les unitats socials de parentiu.
Tot primer, el rang era determinat per heretatge de noms i privilegis tals com el dret a cantar certes cançons, a usar determinades crestes i a dur certes màscares cerimonials.
També se sap que organitzaren la famosa Societat Secreta Caníbal que atacà les tribus veïnes. Els pals totèmics representaven les figures del clan, però, no tenien significació heràldica. Eren dividits en clans, cadascun amb el nom del seu fundador (ós, balena, corb, mussol, castor, etc.), de caràcter heroic.
Llur potlatch és desenvolupat de manera molt elaborada. Amb aquests celebraven esdeveniments importants, tals com naixements, noces, penes per violacions de tabús, propostes de protecció i en competició per a aconseguir alguns privilegis. A vegades, estaven combinats amb les societats de dansa.
Cada societat tenia una sèrie de danses per rang que dramatitzaven experiències ancestrals, amb éssers sobrenaturals que eren descrits com a donadors de regals de cerimònies prerrogatives com cançons, danses, noms i similars, que des d'aleshores esdevenien propietats hereditàries. Les danses tseyka fetes amb cerimònies d'hivern (o danses hamatsa) feien referència a les experiències amb els esperits que s'havien enfrontat a l'esperit caníbal superior Bakhbakwalanooksiwey, qui era atès per uns ocells capaços de menjar un home. Durant la dansa amb màscares creien que es confonia el terrestre amb el sobrenatural.

## Història
Establits a la seva zona de ben antic, foren visitats per primer cop per l'espanyol Joan Perés el 1774 en el vaixell Santiago després de visitar els haida, per l'anglès Cook el 1778 i pels nord-americans Robert Gray i John Kendrick el 1788. El 1790 se celebrà el Congrés Nootka, que regularia enl comerç a la zona entre britànics i espanyols. Així, el 1792 els visitaria George Vancouver, qui signa un acord comercial amb el cap Charles de Lekwiltok, i els manté sota l'òrbita britànica. D'aquesta manera, el 1824 els britànics de la Hudson Bay Co hi fundarien Fort Vancouver, que serà seguit de Fort Rupert el 1849. Això provocaria el 1850 un fort augment de la població blanca, amb el de l'alcohol i la prostitució. El 1835 van mantenir una guerra amb els bellacoola per causa de l'esclavatge, i el 1865 un grup de comerciants russos atacà Fort Rupert, tot destruint les viles índies. Aquest fet, agreujat amb les diverses epidèmies que patiren entre el1860 i el 1870, els va delmar molt. El 1867 els britànics dictaren l’Indian Liquor Ordenance, per tal de regular-ne la venda. Endemés, el 1871 es formà el territori de la Colúmbia Britànica, que fou integrat en el Canadà i que en formaven part els kwakiutl. Així començà la persecució legal contra ells. L'Indian Act of Canada del 1876 els prohibia de celebrar el potlacht, si bé els primers arrestos no es produirien fins al 1889. El 1880 decidiren de parcel·lar llurs terres i el 1886 foren visitats per l'antropòleg Franz Boas, qui en va estudiar costums i folklore. El 1915 formarien part de les Allied Tribes of British Columbia amb els haida, bellacoola, tsimshian i coast salish. El 1921 hi hagué novament repressió antipotlacht al Canadà, que provocaria el mes de desembre uns 300 detinguts en una celebració. I per si no n'hi hagués prou, el 1927 el Parlament canadenc va decidir que no podien rebre compensacions econòmiques per les terres arrabassades. El 1930 participarien en la fundació de la Native Brotherhood of British Columbia, i el 1936 en la Pacific Coast Native Firhsermen’s Association, que s'unirien en una sola organització el 1942 i que a partir del 1946 editaria el diari Native Voice. El 1951 els britànics revisaren l’Indian Act i els permeteren tant la celebració del potlacht com les reclamacions per terres arrabassades. I, fins i tot, el 1960 van rebre el dret al sufragi i a elegir un conseller per cada cent nadius. El 1969 s'aprovaria l’Indian Paper i començaren a rebre instrucció i escolarització en llengua nadiua, però hi ha molta pobresa entre ells. El membre més destacat de la tribu és David Neel